# Державна комісія з питань реформування Збройних Сил України, інших військових формувань та оборонно-промислового комплексу
Державна комісія з питань реформування Збройних Сил України інших військових формувань та оборонно-промислового комплексу — консультативно-дорадчий орган при Президентові України, що указами Президента України було створено у 2005 році та ліквідовано у 2009 році.

## Завдання та діяльність
Основними завданнями Державної комісії були:
- опрацювання пропозицій щодо визначення пріоритетів державної політики у сфері оборони та розвитку вітчизняного оборонно-промислового комплексу;
- розгляд проектів законів та актів Президента України з питань оборони, аналіз практики застосування законодавства у сфері оборони та підготовка пропозицій щодо його вдосконалення.

Державна комісія здійснює підготовку пропозицій щодо:
- Стратегії воєнної безпеки, уточнення положень Воєнної доктрини України, функцій і завдань Збройних Сил України, інших військових формувань, проектів концепцій та державних програм (планів) їх реформування і розвитку, а також вивільнення Збройних Сил України, інших військових формувань від невластивих їм функцій;
- запровадження єдиних для Збройних Сил України, інших військових формувань норм і стандартів грошового та пенсійного забезпечення, соціальних гарантій військовослужбовцям та членам їх сімей;
- заходів із соціальної адаптації осіб, звільнених у запас або відставку;
- удосконалення механізму передачі, реалізації та утилізації військового майна, озброєння та військової техніки, що вивільняються в ході реформування Збройних Сил України та інших військових формувань, фінансового і матеріального забезпечення Збройних Сил України, інших військових формувань, створення і підтримання на належному рівні державних ресурсів у сфері оборони;
- реформування вітчизняного оборонно-промислового комплексу, посилення державного впливу на процеси науково-технічного та інноваційного розвитку, технологічного оновлення оборонних виробництв.